# Didiéni
Didiéni is een gemeente (commune) in de regio Koulikoro in Mali. De gemeente telt 33.000 inwoners (2009).